# Reichsgau Sudetenland
O Reichsgau Sudetenland foi uma divisão administrativa da Alemanha Nazista de 1939 a 1945. Compreendia a parte norte do território dos Sudetos, que foi anexado da Tchecoslováquia de acordo com o Acordo de Munique de 30 de setembro de 1938. O Reichsgau era chefiado pelo ex-líder do Partido Alemão dos Sudetos, agora funcionário do Partido Nazista Konrad Henlein, como Gauleiter e Reichsstatthalter.  De outubro de 1938 a maio de 1939, foi a subdivisão regional do Partido Nazista naquela área, também sob a liderança de Henlein. A capital administrativa era Reichenberg (Liberec).

## História

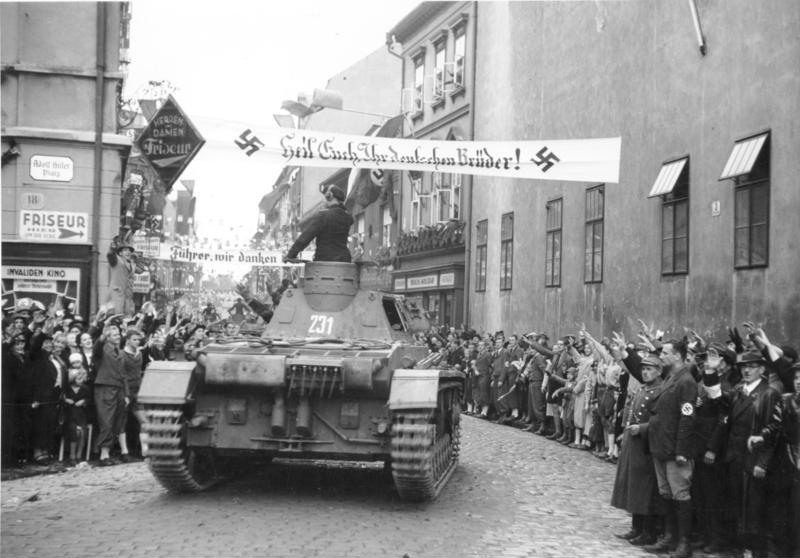
Alemães étnicos em Komotau, Sudetos, cumprimentam soldados alemães com a saudação nazista, 1938

No decurso da ocupação alemã da Checoslováquia, em 30 de setembro de 1938, os Chefes de Governo do Reino Unido, França, Itália e Alemanha assinaram o Acordo de Munique, que impôs a cessão dos Sudetos à Alemanha. Os representantes da Checoslováquia não foram convidados. Em 1º de outubro, as forças invasoras da Wehrmacht ocuparam o território. As novas fronteiras entre a Checoslováquia e a Alemanha foram oficialmente fixadas num tratado em 21 de novembro de 1938. Em consequência, a República Checoslovaca perdeu cerca de um terço da sua população, a sua área industrial mais importante e também as suas extensas fortificações fronteiriças.  
Inicialmente, o Exército Alemão (Heer) estabeleceu uma administração civil sob o direito ocupacional. Em 30 de outubro de 1938, Konrad Henlein foi nomeado Gauleiter e Reichskommissar dos Sudetos.   O Partido Alemão dos Sudetos foi fundido no Partido Nazista, todos os outros partidos políticos foram banidos. A população tcheca teve que aceitar a cidadania alemã ou foi expulsa e realocada à força para o estado da Checoslováquia, que a partir de 15 de março de 1939 foi ocupado pela Alemanha e incorporado como o "Protetorado da Boêmia e da Morávia".
Após a proclamação do Protetorado da Boémia e Morávia, o Reichsgau foi formalmente estabelecido por lei em 25 de março de 1939, com efeitos a partir de 15 de abril, as fronteiras foram ajustadas e a estrutura administrativa foi fixada em 1 de maio. Konrad Henlein foi nomeado Reichsstatthalter.  A capital administrativa era Reichenberg (Liberec). Áreas menores no leste, como a região de Hlučín, foram cedidas à província prussiana da Silésia, enquanto os territórios ocidentais e meridionais dos Sudetos foram anexados ao Gau Bayreuth da Baviera, bem como aos Reichsgaue austríacos Oberdonau e Niederdonau.
Após a derrota da Alemanha na Segunda Guerra Mundial, o estado da Checoslováquia foi restabelecido e a população alemã dos Sudetos foi expulsa.
O campo de concentração de Theresienstadt estava localizado no Protetorado da Boêmia e Morávia, perto da fronteira com o Reichsgau Sudetenland. Foi projetado para concentrar a população judaica do Protetorado e gradualmente movê-la para campos de extermínio e também manteve judeus da Europa Ocidental e alemães. Embora não seja um campo de extermínio em si, as condições duras e anti-higiênicas ainda resultaram na morte de 33.000 dos 140.000 judeus trazidos para o campo, enquanto outros 88.000 foram enviados para campos de extermínio e apenas 19.000 sobreviveram. 

## Gauleiter
- Konrad Henlein: 30 de outubro de 1938 a 8 de maio de 1945

## Administração

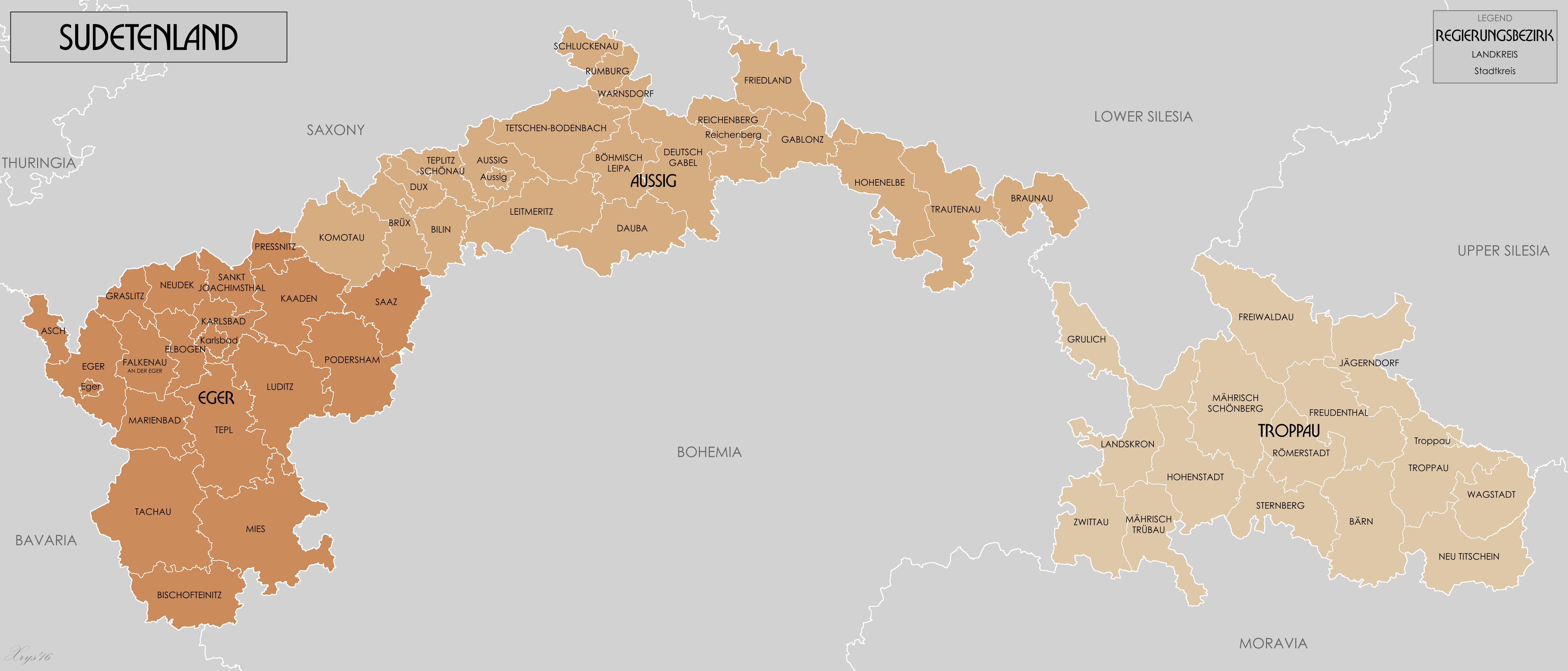
divisões administrativas

O Reichsgau Sudetenland foi dividido em três Regierungsbezirke. Estes foram subdivididos em 58 distritos (Kreise), correspondendo em grande parte à antiga okresy da Checoslováquia: 

### Regierungsbezirk Aussig
Presidente:
- 1939–1945: Hans Krebs

#### Distritos urbanos

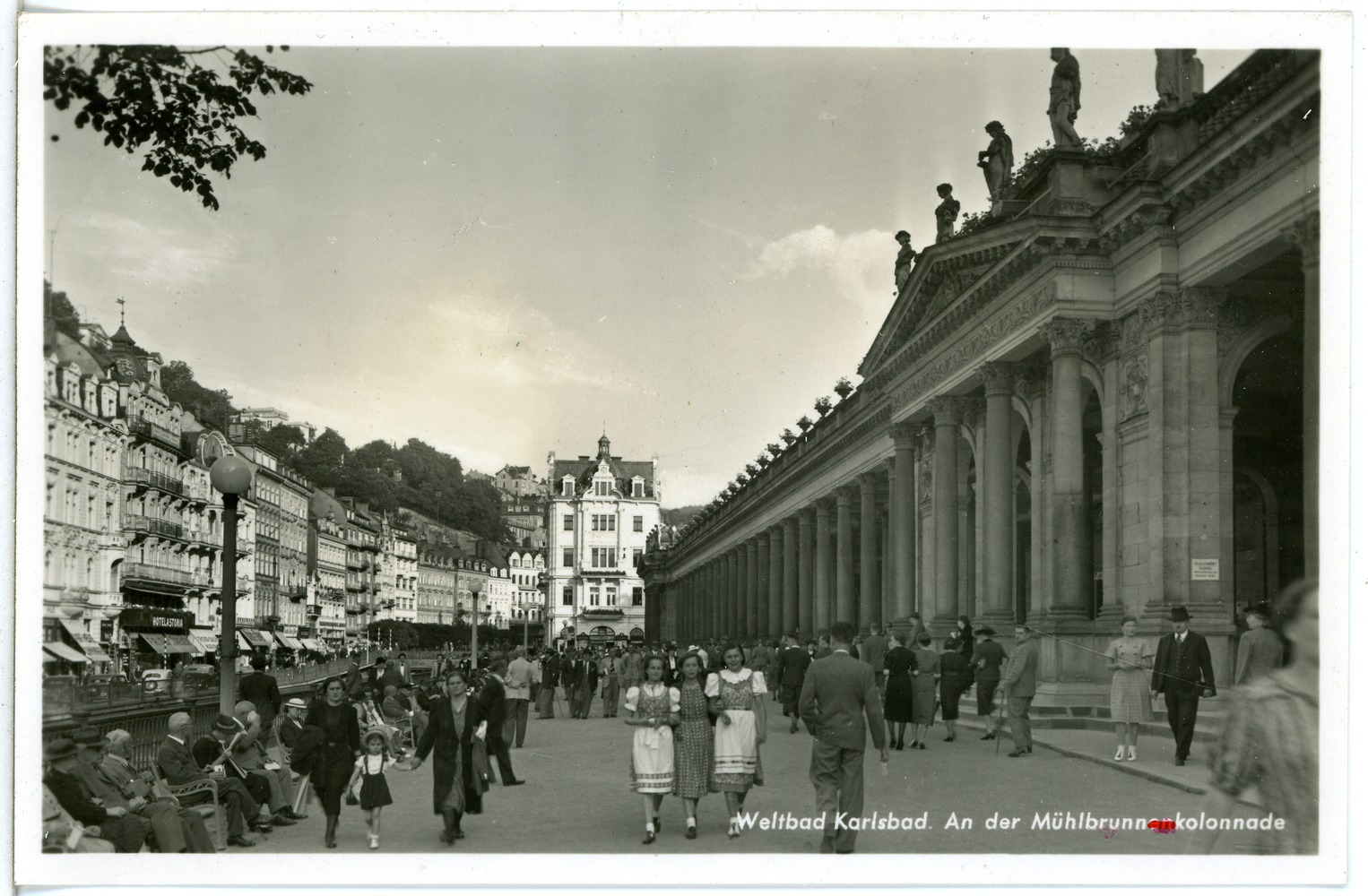
Karlsbad em 1941

1. Aussig
2. Reichenberg

#### Distritos rurais
1. Aussig
2. Bilin
3. Böhmisch Leipa
4. Braunau
5. Brux
6. Dauba
7. Deutsch Gabel
8. Dux
9. Friedland (Isergebirge)
10. Gablonz an der Neiße
11. Hohenelbe
12. Komotau
13. Leitmeritz
14. Reichenberg
15. Rumburg
16. Schluckenau
17. Teplitz-Schönau
18. Tetschen-Bodenbach
19. Trautenau
20. Warnsdorf

### Regierungsbezirk Eger
Presidente:
- 1939–1940: Wilhelm Sebekovsky
- 1940–1945: Karl Müller

#### Distritos urbanos
1. Eger
2. Karlsbad

#### Distritos rurais
1. Asch
2. Bischofteinitz
3. Eger
4. Elbogen
5. Falkenau an der Eger
6. Graslitz
7. Kaaden
8. Karlsbad
9. Luditz
10. Marienbad
11. Mies
12. Neudek
13. Podersam
14. Preßnitz
15. Saaz
16. Sankt Joachimsthal
17. Tachau
18. Tepl

### Regierungsbezirk Troppau
Presidente:
- 1939–1943: Friedrich Zippelius
- 1943–1945: Karl Ferdinand Edler von der Planitz

#### Distritos urbanos
1. Troppau

#### Distritos rurais
1. Bärn
2. Freiwaldau
3. Freudenthal
4. Grulich
5. Hohenstadt
6. Jägerndorf
7. Landskron
8. Mährisch Schönberg
9. Mährisch Trübau
10. Neu Titschein
11. Romerstadt
12. Sternberg
13. Troppau
14. Wagstadt
15. Zwittau